# Monte Águila (Chili)
Monte Águila is een Chileense plaats in de regio Biobío, in de gemeente Cabrero, 6 kilometer ten zuiden van de stad met dezelfde naam. In 2002 telde de plaats 6.090 inwoners.